# Bob Davies
Robert Edris Davies (né le 15 janvier 1920 à Harrisburg, Pennsylvanie - décédé le 22 avril 1990 à Hilton Head, Caroline du Sud) était un joueur professionnel de basket-ball dans les années 1950. Avec Bobby Wanzer, il a formé une des meilleures ligne arrière lors des débuts de la NBA. Davies et Wanzer menèrent les Rochester Royals au titre de champion NBA en 1951. Davies était aussi un entraîneur de basketball à l'université Seton Hall et fut intronisé au Basketball Hall of Fame le 11 avril 1970.

## Biographie
Bien que Bob Cousy est souvent considéré comme le précurseur du "dribble derrière le dos", on crédite aujourd'hui cette performance à Davies. Son entraîneur à Seton Hall, John Russell, dit un jour de lui: "Il possède un contrôle du ballon derrière le dos que je n'ai jamais vu. Il rend cette action aussi aisé que le dribble conventionnel". 
Davies intégra Seton Hall en 1938 pour le baseball, mais Russell le persuada de se consacrer au basketball après l'avoir vu s'entraîner. Il n'était pas un grand scoreur, sa meilleure moyenne universitaire fut de 11.8 points, mais Davies était un excellent passeur et gestionnaire".
Surnommé le "Harrisburg Houdini, " Davies mena Seton Hall à 43 victoires consécutives de 1939 à 1941. Ses spectaculaires capacités permirent d'attirer le plus large public pour un match de basket-ball, à cette époque, 18 403 personnes, au Madison Square Garden en mars 1941, quand Seton Hall battit Rhode Island lors d'un quart de finale du National Invitation Tournament.
Nommé "All-American" en 1941 et 1942, Davies rejoignit alors l'U. S. Navy lors de la Seconde Guerre mondiale et mena la "Great Lakes Naval Training Station" à un bilan de 34 victoires - 3 défaites avant de quitter le pays. Après la guerre, il rejoignit les Rochester Royals, y évoluant jusqu'à la saison 1954-1955.  
Davies mena les Royals au titre de champion NBL en 1946 et fut nommé MVP de NBL lors de la saison  1946-1947. Davies fut nommé dans la All-NBA First Team quatre années de suite, de 1949 à 1952 et fut meilleur passeur de la NBA avec 321 passes décisives lors de la saison 1948-1949.  En 10 saisons professionnelles, Davis inscrivit 7770 points, soit 13.7 points par match, ainsi que 2250 passes décisives ; 904 points et 182 passes décisives en 67 matchs de playoff. Il fut l'un des 10 joueurs nommés dans la NBA 25th Anniversary Team en 1971.
Davies entraîna Seton Hall en 1946-47, tout en jouant avec les Royals pour un bilan de 24 victoires - 3 défaites. Après sa retraite de joueur, il entraîna Gettysburg College durant deux saisons, pour un bilan de 28 victoires et 19 défaites. Son maillot numéro 11 a été retiré par les Rochester Royals. Les Sacramento Kings, les actuels détenteurs de la franchise, perpétuent cet honneur.

## Pour approfondir